# NGC 1278
NGC 1278 es una galaxia elíptica ubicada a unos 230 millones de años luz de distancia en la constelación de Perseo. NGC 1278 fue descubierta por el astrónomo Heinrich d'Arrest el 14 de febrero de 1863. Luego fue re-descubierta por el astrónomo Guillaume Bigourdan, el 22 de octubre de 1884 y luego fue catalogado como IC 1907. NGC 1278 es miembro del Cúmulo de Perseo y es una galaxia activa de baja luminosidad (LLAGN).

## Cúmulos globulares
A diferencia de la cercana galaxia NGC 1277, que tiene una población de cúmulos dominantes de metal rico o “rojo”, NGC 1278 tiene una rica población de cúmulos de ambos “azules” de metales ricos y pobres.